# Wielogłowy (Damnica)
Wielogłowy (kaschubisch Wieległowë; deutsch Vilgelow) ist ein Dorf im Nordwesten der polnischen Woiwodschaft Pommern und gehört zur Landgemeinde Damnica (Hebrondamnitz) im Powiat Słupski (Kreis Stolp).

## Geographische Lage und Verkehrsanbindung
Wielogłowy liegt in Hinterpommern, östlich von Słupsk in einer Ebene zwischen Stolpe (Słupia) und Lupow (Łupawa). Eine Nebenstraßenverbindung führt von der Kreisstadt über Redzikowo (Reitz) in den Ort, an dem nur einen Kilometer südlich die polnische Landesstraße 6 (ehemalige deutsche Reichsstraße 2, heute auch Europastraße 28) vorbeiführt. Bahnanschluss besteht über die Station Jezierzyce Słupskie an der Bahnlinie Nr. 202 von Stargard nach Danzig.

## Ortsname
Die polnische Ortsbezeichnung Wielogłowy kommt in Polen noch einmal in der Woiwodschaft Kleinpolen vor.

## Geschichte
Seiner historischen Dorfform nach war Vilgelow ein Zeilendorf. Im Jahre 1633 besaßen es Angehörige der Familie Below  als Lehen  und 1665 Angehörige der Familie Woyten. Danach ging  das Gutsdorf in den  Besitz von Angehörigen der Familie  Somnitz über und  anschließend an Angehörige der Familie   Krockow. Von den Krockows kaufte es 1730 der Hauptmann Ernst Ludwig von Below.
Um 1784 gab es in Vilgelow ein Vorwerk, einen Bauern, innerhalb der Gemarkung ein neuangelegtes Vorwerk nebst zwei Bauern und insgesamt fünf Haushaltungen.
1804 befand sich das Dorf  im Besitz des Kriminalrats Schulte in Stolp, danach war es bis 1859  Eigentum des Christian Friedrich Schröder. Es fanden dann noch mehrere Besitzerwechsel statt.
Im Jahre 1910 zählte Vilgelow 165 Einwohner. Ihre Zahl stieg bis 1933 auf 238 und betrug 1939 noch 203.
Bis 1945 gehörte die Gemeinde Vilgelow zum Amts- und Standesamtsbezirk Reitz (Redzikowo) im Landkreis Stolp im Regierungsbezirk Köslin der Provinz Pommern. Die Gemeindefläche war 992 Hektar groß. Zur Gemeinde gehörte neben Vilgelow auch das Dorf Papritzfelde. Im Jahre 1938 war das Gut Vilgelow  651,5 Hektar groß, wovon 518,5 Hektar Ackerland waren. Das 350 Hektar große Rittergut Papritzfelde hatte 329 Hektar Ackerland. Neben den beiden Gütern gab es in der Gemeinde Vilgelow keinerlei bäuerlichen Besitz. Letzte Besitzerin des Guts Vilgelow vor 1945 war  Margarete von Duisburg, letzter Besitzer des  Guts Papritzfelde Ernst von Duisburg.
Gegen Ende des Zweiten Weltkriegs besetzten am 9. März 1945 sowjetische Truppen das Dorf. Noch im Jahre 1957 sollen von 200 Einwohnern nur drei bis vier Familien Polen, die anderen Deutsche gewesen sein, viele davon aus Ostpreußen. Vilgelow wurde in  Wielogłowy umbenannt.
Später wurden in der BRD 91 und in der DDR 30 aus Vilgeloe vertriebene Dorfbewohner ermittelt.
Die Ortschaft mit ihren 260 Einwohnern ist heute ein Teil der Gmina Damnica im Powiat Słupski in der Woiwodschaft Pommern (1975 bis 1998 Woiwodschaft Stolp).

## Kirche
Die Bevölkerung von Vilgelow war vor 1945 fast ausnahmslos evangelischer Konfession. Das Dorf selbst gehörte zum Kirchspiel Vessin (heute polnisch: Wieszyno) im Kirchenkreis Stolp-Stadt in der Kirchenprovinz Pommern der Kirche der Altpreußischen Union. Die Ortschaft Papritzfelde (Paprzyce) dagegen gehörte zum Kirchspiel Sageritz (Zagórzyca) im Kirchenkreis Stolp-Altstadt.
Seit 1945 ist die Einwohnerschaft von Wielogłowy überwiegend katholisch. Beide Ortschaften sind nun Teil der gleichen Pfarrei Zagórzyca (Sageritz), die im Dekanat Główczyce im Bistum Pelplin der Katholischen Kirche in Polen liegt. Hier lebende evangelische Kirchenglieder sind jetzt in die Kreuzkirchengemeinde Słupsk (Stolp) in der Diözese Pommern-Großpolen der Evangelisch-Augsburgischen Kirche in Polen eingegliedert.

## Schule
Eine Schule gab es vor 1945 in Vilgelow nicht. Die Kinder besuchten die Schulen in Vessin (Wieszyno) oder in Sageritz (Zagórzyca).